# Hypopyra persimilis
Hypopyra persimilis är en fjärilsart som beskrevs av Moore 1877. Hypopyra persimilis ingår i släktet Hypopyra och familjen nattflyn. Inga underarter finns listade i Catalogue of Life.